# 抄经士

一位正在工作中的犹太抄经士

抄经士（希伯來語：סופר סת״ם）是指经过犹太认证（kosher）能够以传统羊皮纸形式抄写妥拉卷轴（סֵפֶר תּוֹרָה）、经文护符匣（תפילין）、门框经文盒（מזוזה）以及其他宗教经典（ספרי קודש）的犹太书吏。抄经士是犹太教中致力于研究和阐释经典和律法的非祭司阶层；在耶稣时代也被称为律法师，并被冠以“拉比”的头衔。